# Perwurzgupf

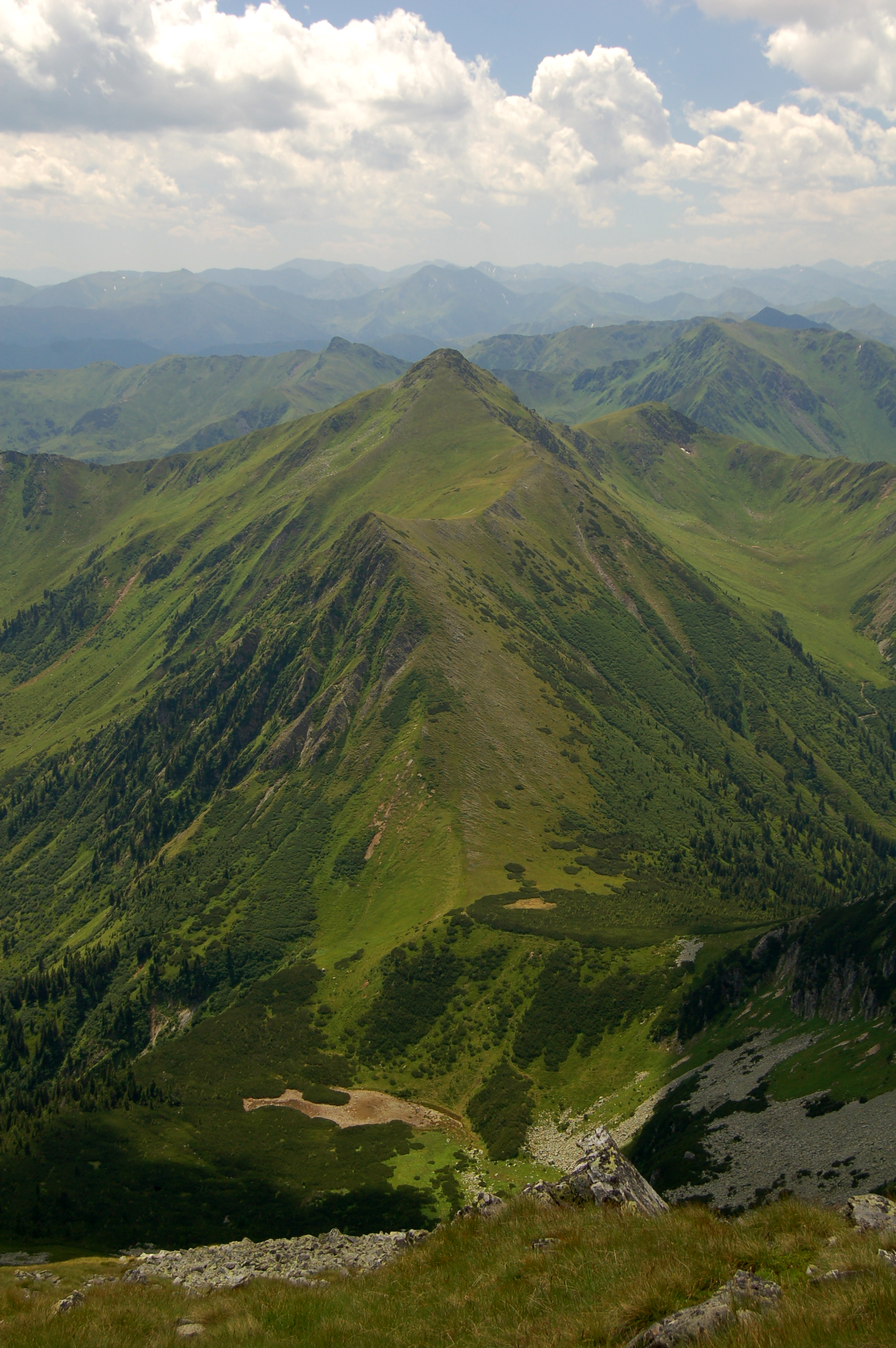
Zinkenkogel a Perwurzgupf při pohledu z Kleiner Bösensteinu

Perwurzgupf (2082 m n. m.) je hora v Rottenmannských Taurách na území rakouské spolkové země Štýrsko. Nachází se v hlavním hřebeni asi 7,5 km západojihozápadně od osady Hohentauern. Na severovýchodě jej hluboké sedlo Perwurzpolster (1814 m) odděluje od hory Kleiner Bösenstein (2395 m) a na jihozápadě mělké bezejmenné sedlo od hory Zinkenkogel (2233 m). Severozápadní svahy hory klesají do údolí potoka Perwurzbach a jihovýchodní do závěru údolí Pölsental. Severozápadně od Perwurzgupfu se pod sedlem Perwurzpolster rozkládá jezero Geißrinksee.

## Přístup
- po značené turistické cestě č. 902 ze sedla Perwurzpolster
- po značené turistické cestě č. 902 od rozcestí Hochschwung